# Newbury (New Hampshire)
Newbury è un comune degli Stati Uniti d'America facente parte della contea di Merrimack nello stato del New Hampshire.